# Euphaedra (Gausapia) gausape
Euphaedra (Gausapia) gausape es una especie de  Lepidoptera, de la familia Nymphalidae,  subfamilia Limenitidinae, tribu Adoliadini, pertenece al género Euphaedra, subgénero (Gausapia).

## Subespecies
- Euphaedra gausape gausape

## Localización
Esta especie y subespecie de Lepidoptera, se encuentran distribuidas en Nigeria y Senegal (África). 